# KOI-4878.01
KOI-4878.01 és un candidat a un exoplaneta que orbita al voltant de l'estrella de seqüència principal de tipus F KOI-4878. Es troba a uns 1075 anys llum (329 parsecs) de la Terra. Les característiques del planeta són molt semblants a les de la Terra, i si es confirma, seria un dels planetes més semblants a la Terra trobats. El període orbital de l'exoplaneta és d'uns 449 dies terrestres. És molt probable que estigui situat dins de la zona habitable de la seva estrella mare.

## Estrella amfitriona
La seva estrella amfitriona és una estrella de seqüència principal de tipus F que és una mica menys massiva que el Sol, tot i que és un 5% més gran i té una temperatura d'uns 6031 K. L'estrella és una estrella de magnitud V de 12,4 a la constel·lació de Draco. Malgrat l'edat desconeguda de l'estrella, la seva baixa metal·licitat i la seva velocitat espacial bastant alta suggereixen que KOI-4878 és més antic que el Sol.

## Detecció d'exoplanetes
Una anàlisi de les dades de Kepler des del primer fins al dotzè quadrimestre va revelar tres possibles esdeveniments de trànsit igualment espaiats en el temps. Una anàlisi posterior al quadrimestre de Setze va mostrar que els fets van passar amb un període de 449 dies, van tenir una durada de 12 hores i mitja i una profunditat de trànsit de 94 ppm.

## Característiques

### Massa
La massa de KOI-4878.01 es troba entre 0,4 i 3,0 masses terrestres; probablement unes 0,99 masses terrestres.

### Radi
L'exoplaneta té un radi una mica més gran que la Terra: 1,05 radis terrestres.

### Temperatura
Té una temperatura d'equilibri de 256 K (–16,5 °C), molt similar a la temperatura d'equilibri de la Terra de 255 K (–18 °C), si l'atmosfera és similar a la de la Terra, tindria una temperatura mitjana de la superfície de 291 K (17,85 °C), lleugerament superior a la de la Terra.
| Propietat                  | Basat en dades de KIC | A partir de dades noves |
| -------------------------- | --------------------- | ----------------------- |
| Període (dies)             | 449,015±0,021         | 449,015±0,021           |
| Semieix major (AU)         | 1.137 +0.053/-0.040   | 1.125                   |
| Radi del planeta (Terra=1) | 1,04 +0,38/-0,14      | 1.05                    |
| S eff (Terra=1)            | 1.05                  | 0,92                    |

## Habitabilitat
Les característiques estimades del planeta són similars a les d'un anàleg terrestre. Completa una òrbita al voltant de la seva estrella hoste cada 449 dies terrestres. D'acord amb això, KOI-4878.01 hauria d'estar a la zona habitable de l'estrella.